# بطولة ويمبلدون 1965
قائمة ببطولات ويمبلدون لسنة 1965:

## فردي رجال
روي إيمرسون هزم  فريد ستول. النتيجة: 6-2 6-4 6-4

## فردي سيدات
مارغريت كورت هزمت  ماريا بوينو. النتيجة: 6-4, 7-5